# Hirotsugu Akaike
Hirotsugu Akaike (赤池 弘次, Akaike Hirotsugu, in pubblicazioni accademiche: Hirotugu senza la 's'; 5 novembre 1927 – 4 agosto 2009) è stato uno statistico giapponese.
Agli inizi degli anni '70 ha formulato un criterio di informazione per l'identificazione dei modelli che porta oggi il suo nome, il test di verifica delle informazioni di Akaike (AIC - Akaike information criterion).
Nel 2006 Akaike ha ottenuto il premio Kyōto per i suoi contributi alla scienza statistica e alla modellizzazione.

## Scritti
- Akaike, Hirotugu (December 1974). "A new look at the statistical model identification". IEEE Transactions on Automatic Control 19 (6): 716–723. doi:10.1109/TAC.1974.1100705.
- Selected papers of Hirotugu Akaike (edited by Emanuel Parzen, Kunio Tanabe, Genshiro Kitagawa), New York: Springer, 1998. ISBN 0-387-98355-4.
- Hirotugu Akaike and Toichiro Nakagawa (1988), Statistical analysis and control of dynamic systems, Tokyo, Dordrecht: KTK Scientific; London: Kluwer. ISBN 90-277-2786-4. (Translation of 1972 book in Japanese.)